# Meta-autunita
La meta-autunita es un mineral, un fosfato hidratado de uranio cálcico, perteneciente al grupo de las autunitas.
El nombre deriva del prefijo griego μετά = después, más allá, y de la localidad francesa de Autun. El prefijo indica el menor contenido de agua que la autunita.
Descrito por primera vez por Velborth en 1959. Este mineral se puede encontrar en minas de uranio oxidado principalmente.
Los cristales son tabulares rectangulares con predominio en las caras {001}, {110} y {111}; rara vez se encuentran cristales piramidales.

## Origen y localización
Se puede localizar en localidades como Autun, en Francia; de ahí su nombre, en Sabugal, Portugal; en Spokane, en Estados Unidos; en Compreignac, en la Alta Viena Francesa; en Bergen, en Alemania  y en localidades de Cornwell.

## Forma en que se presenta en la naturaleza
Así como en cristales, también en agregados pulverulentos, hojas, incrustaciones y pseudomorfosis.

## Caracteres físico-químicos
Su hidratación, incluso la sola presencia de humedad notoria, la transforma en autunita. Tiene una luminiscencia verde amarillenta más tenue que la de la autunita, pero el mismo nivel de fuerte radiactividad.
- Wikimedia Commons contiene immagini o altri file su Meta-autunite

Referencia vacía (ayuda)
- Referencia vacía (ayuda)
- Referencia vacía (ayuda)

- Datos: Q286457
- Multimedia: Meta-autunite / Q286457